# Шмаус, Виллибальд
Виллиба́льд Шма́ус (нем. Willibald Schmaus; 16 июня 1912, Австро-Венгрия — 27 апреля 1979, Вена) — австрийский футболист, игравший на позиции защитника за клуб «Фёрст» (Вена). Участник чемпионата мира 1934 года в составе национальной сборной Австрии и чемпионата мира 1938 года в составе национальной сборной Германии.

## Клубная карьера
В профессиональном футболе Шмаус дебютировал в 1929 году за клуб «Фёрст» (Вена). Первым большим успехом в его карьере стала победа в кубке Австрии в мае 1930 года над клубом «Аустрией» со счетом 1:0. В 1936 и 1937 годах он снова выходил в финалы этого соревнования. В 1936 году «Аустрии» удалось успешно реваншировать со счетом 3:0, а в следующем году Шмаус снова завоевал титул, победив «Винер Шпорт-Клуб» со счетом 2:0.
В 1931 году «Фёрст» одержал первую в истории клуба победу в чемпионате. В 1933 году он выиграл еще один титул, помимо этого также занимал второе место в 1932 и 1936 годах. На международном уровне Шмаус одержал единственную победу в 1931 году в Кубке Митропы. После четвертьфинальных и полуфинальных побед над «Бочкаи» и «Ромой», клуб одержал победу по сумме двух матчей против «Винера».
В 1942 и 1943 годах он снова стал чемпионом Австрии. Помимо этого, в сезоне 1942 года «Фёрст» пробился в финал чемпионата Германии, но там уступил «Шальке-04» в Берлине со счетом 0:2.

## Карьера в сборной
В 1935 году дебютировал в официальных матчах в составе национальной сборной Австрии в матче Кубка Центральной Европы против Чехословакии (0:0). В течение карьеры в национальной команде провёл в её форме 15 матчей. После аншлюса стал играть за сборную оккупантов и провёл в её составе 10 матчей.
В составе национальной сборной Австрии присутствовал в заявке сборной на чемпионате мира 1934 года в Италии и занял на турнире 4 место, но на поле не выходил.
В 1938 году был включён в состав сборной на чемпионате мира во Франции и вышел на поле в матче 1/8 финала против Швейцарии (1:1), по итогам которого сборная покинула турнир.

## Достижения
«Фёрст» Вена
- Чемпион Австрии (4): 1930/1931, 1932/1933, 1941/1942, 1942/1943
- Обладатель Кубка Австрии (2): 1929/1930, 1936/1937
- Обладатель Кубка Митропы: 1931

Сборная Австрии
- Победитель Немецкого гимнастического и спортивного фестиваля: 1938